# Praeacrospila
Praeacrospila és un gènere d'arnes de la família Crambidae descrit per Hans Georg Amsel el 1956.

## Taxonomia
- Praeacrospila melanoproctis Hampson, 1899
- Praeacrospila patricialis (Schaus, 1912)
- Praeacrospila pellucidalis (Dognin, 1904)
- Praeacrospila xiphialis (Walker, 1859)